# Вашингтон (Юта)
Вашингтон (англ. Washington) — місто (англ. city) в США, в окрузі Вашингтон штату Юта. Населення — 27 993 особи (2020).

## Географія
Вашингтон розташований за координатами 37°7′33″ пн. ш. 113°29′39″ зх. д. / 37.12583° пн. ш. 113.49417° зх. д. (37.125869, -113.494186).  За даними Бюро перепису населення США в 2010 році місто мало площу 85,18 км², з яких 85,10 км² — суходіл та 0,07 км² — водойми.

## Демографія
Згідно з переписом 2010 року, у місті мешкала 18 761 особа в 6120 домогосподарствах у складі 4970 родин. Густота населення становила 220 осіб/км².  Було 7546 помешкань (89/км²).
Расовий склад населення:
| - 90,7 % — білих - 1,0 % — корінних американців - 0,9 % — азіатів - 0,7 % — вихідців з тихоокеанських островів - 0,3 % — чорних або афроамериканців - 4,4 % — осіб інших рас |

До двох чи більше рас належало 2,0 %. Частка іспаномовних становила 8,4 % від усіх жителів.
За віковим діапазоном населення розподілялося таким чином: 32,1 % — особи молодші 18 років, 52,6 % — особи у віці 18—64 років, 15,3 % — особи у віці 65 років та старші. Медіана віку мешканця становила 31,0 року. На 100 осіб жіночої статі у місті припадало 98,9 чоловіків;  на 100 жінок у віці від 18 років та старших — 95,9 чоловіків також старших 18 років.
Середній дохід на одне домашнє господарство  становив 64 062 долари США (медіана — 52 885), а середній дохід на одну сім'ю — 69 573 долари (медіана — 56 927). Медіана доходів становила 49 843 долари для чоловіків та 30 374 долари для жінок. За межею бідності перебувало 14,3 % осіб, у тому числі 25,6 % дітей у віці до 18 років та 6,3 % осіб у віці 65 років та старших.
Цивільне працевлаштоване населення становило 9718 осіб. Основні галузі зайнятості: освіта, охорона здоров'я та соціальна допомога — 20,7 %, роздрібна торгівля — 18,0 %, мистецтво, розваги та відпочинок — 9,8 %, науковці, спеціалісти, менеджери — 9,0 %.